# Juegos Olímpicos de Sankt-Moritz 1928
Los Juegos Olímpicos de Sankt-Moritz 1928, oficialmente conocidos como los II Juegos Olímpicos de Invierno, fueron un evento multideportivo internacional, celebrado en la ciudad de Sankt Moritz, Suiza, entre el 11 y el 19 de febrero de 1928. Según el COI, estas olimpiadas debían haberse disputado en los Países Bajos, como estaba previsto luego de los Juegos Olímpicos de Ámsterdam; sin embargo, al no haberse podido cumplir con los requisitos establecidos, las ciudades suizas de Davos, Engelberg y Sankt Moritz se postularon como candidatas alternativas, siendo finalmente escogida como sede Sankt Moritz. Participaron 464 atletas (438 hombres y 26 mujeres) de 25 países.

## Acontecimientos
- La prueba de 10 000 metros en patinaje de velocidad es anulada debido a la mala calidad del hielo.
- Per Eric Hedlung (Suecia) gana los 50 km de esquí de fondo con 13 minutos de ventaja sobre el segundo.
- La noruega Sonja Henie, con solo 15 años, participa por segunda vez en unos juegos olímpicos, proclamándose ganadora de la medalla de oro en la categoría femenina de patinaje artístico.
- Gillis Grafström (Suecia, patinaje artístico), campeón olímpico por tercera vez consecutiva. La primera medalla de oro la obtuvo en los Juegos Olímpicos de Amberes 1920. Es la única que persona que ha logrado ganar una medalla de oro en la misma modalidad en los Juegos Olímpicos de Invierno y en los Juegos Olímpicos de Verano.
- Canadá dominó el torneo de hockey sobre hielo ganando todos los partidos sin encajar un solo gol.
- Se incluyó una nueva competición: el skeleton, similar al luge pero los atletas descienden cabeza hacia abajo.

## Deportes

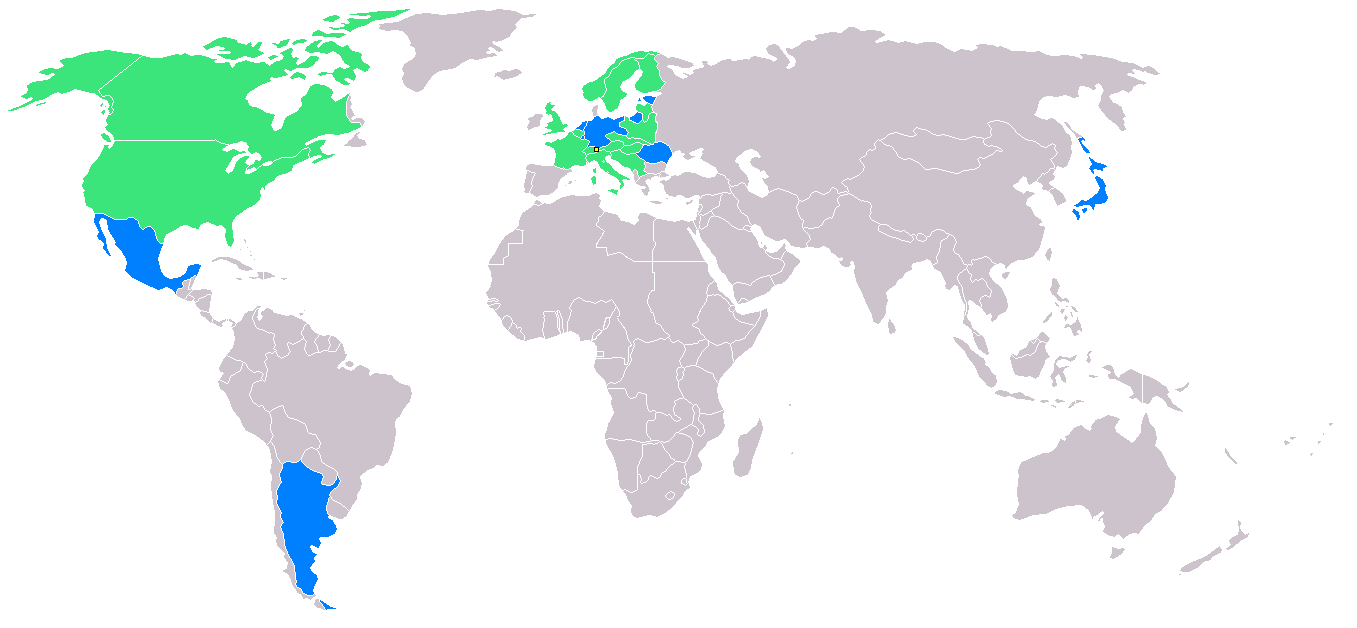
Países participantes en los Juegos Olímpicos de Sankt-Moritz 1928.

| - Bobsleigh - Combinada nórdica - Esquí de fondo - Hockey sobre hielo |  | - Patinaje artístico - Patinaje de velocidad - Saltos de esquí - Skeleton |

## Participantes
Para la cita de Sankt Moritz, un total de 25 comités olímpicos nacionales lograron presentar atletas en competición. A tal efecto, las delegaciones de Argentina (primera participación de un país del hemisferio sur), Alemania, Estonia, Japón, Lituania, Luxemburgo, México, los Países Bajos y Rumanía configuraron su primera aparición en unas olimpiadas de invierno.
La participación de estos 25 países ascendió a 464 el número de competidores totales, de los cuales 438 fueron hombres y 26 fueron mujeres. Se superó así la cifra de 258 atletas alcanzada en la edición anterior.
| Lista de naciones participantes                                                   | Lista de naciones participantes                                                                 | Lista de naciones participantes                                               | Lista de naciones participantes                                                        | Lista de naciones participantes                                                     |
| --------------------------------------------------------------------------------- | ----------------------------------------------------------------------------------------------- | ----------------------------------------------------------------------------- | -------------------------------------------------------------------------------------- | ----------------------------------------------------------------------------------- |
| - Alemania (GER) - Argentina (ARG) - Austria (AUT) - Bélgica (BEL) - Canadá (CAN) | - Checoslovaquia (TCH) - Estados Unidos (USA) - Estonia (EST) - Finlandia (FIN) - Francia (FRA) | - Hungría (HUN) - Italia (ITA) - Japón (JAP) - Letonia (LAT) - Lituania (LTU) | - Luxemburgo (LUX) - México (MEX) - Noruega (NOR) - Países Bajos (NED) - Polonia (POL) | - Reino Unido (GBR) - Rumanía (ROM) - Suecia (SWE) - Suiza (SUI) - Yugoslavia (YUG) |

## Medallero
| Núm. | País                 | Oro | Plata | Bronce | Total |
| ---- | -------------------- | --- | ----- | ------ | ----- |
| 1    | Noruega (NOR)        | 6   | 4     | 5      | 15    |
| 2    | Estados Unidos (USA) | 2   | 2     | 2      | 6     |
| 3    | Suecia (SWE)         | 2   | 2     | 1      | 5     |
| 4    | Finlandia (FIN)      | 2   | 1     | 1      | 4     |
| 5    | Canadá (CAN)         | 1   | 0     | 0      | 1     |
| 6    | Francia (FRA)        | 1   | 0     | 0      | 1     |
| 7    | Austria (AUT)        | 0   | 3     | 1      | 4     |
| 8    | Alemania (GER)       | 0   | 0     | 1      | 1     |
| 9    | Bélgica (BEL)        | 0   | 0     | 1      | 1     |
| 10   | Checoslovaquia (TCH) | 0   | 0     | 1      | 1     |
| 12   | Reino Unido (GBR)    | 0   | 0     | 1      | 1     |
| 13   | Suiza (SUI)          | 0   | 0     | 1      | 1     |